# ماي تولي
ماي تولي هي منتجة وكاتبة سيناريو وممثلة كندية، ولدت في عقد 1880 في نانيامو إي في كندا، وتوفيت في 9 مارس 1924 في نيويورك في الولايات المتحدة.

## وصلات خارجية
- ماي تولي على موقع IMDb (الإنجليزية)
- ماي تولي على موقع قاعدة بيانات برودواي على الإنترنت (الإنجليزية)
- ماي تولي على موقع قاعدة بيانات برودواي على الإنترنت (الإنجليزية)
- ماي تولي على موقع قاعدة بيانات الفيلم (الإنجليزية)